# Gleisdorf
Gleisdorf – miasto w Austrii, w kraju związkowym Styria, w powiecie Weiz. Liczy 10456 mieszkańców (1 stycznia 2016). 

## Współpraca
Miejscowości partnerskie:
- Nagykanizsa, Węgry
- Winterbach, Niemcy